# Kebun Batang Ara
Kebun Batang Ara is een bestuurslaag in het regentschap Aceh Tamiang van de provincie Atjeh, Indonesië. Kebun Batang Ara telt 334 inwoners (volkstelling 2010).